# Hydrotechnika
Hydrotechnika – dział nauki i techniki obejmujący metody i sposoby wykorzystania zasobów wodnych (np. mórz, rzek, wód gruntowych) do celów gospodarki wodnej (np. transport, energetyka), ochrony przed powodziami itp. Środkami hydrotechniki są budowle hydrotechniczne, np. zapory i elektrownie wodne. 